# Jampa Tsering
Jampa Tsering (tibetano: བྱམས་པ་ཚེ་རིང་; Wylie: Byams-pa Tse-ring; Lhasa, 1960 circa – 1997) è stato un cantante e ballerino tibetano.

## Biografia e carriera
Nato a Lhasa nei primi anni '60, Jampa Tsering salì alla ribalta tra la fine degli anni '80 e l'inizio dei '90, pubblicando l'album studio popolare in Tibet Gnas mchog gi glu dbyangs (Canzoni della Terra Sacra). Tra i suoi singoli più noti, figurano Aro Khampa (Hey, Khampa), Ngai tsewai Lhasa (La mia amata Lhasa) e Cha chig yinna samchung (Desiderei, se solo fossi un uccello).
Jampa Tsering studiò musica al Conservatorio di Musica di Shanghai per circa sette anni, imparando a suonare il pianoforte. Successivamente entrò a far parte dell'Ensemble Musica-e-Danza del Tibet, tuttavia divenne popolare a Lhasa solo quando iniziò a cantare da solista nei karaoke e nei bar nangma. A causa della sua carriera solista fu espulso dalla troupe di danza.
Il suo stile musicale differisce da quello di altri musicisti tibetani che riprendono la musica folkloristica e tradizionale della zona; Jampa Tsering invece assimilava lo stile e il linguaggio del pop cinese degli anni '80 (conosciuto come mandopop o cantopop a seconda della zona e della lingua usata), sintetizzando accompagnamenti da orchestra separatamente. Utilizzava uno stile di canto romantico e una voce dolce, piuttosto che i toni alti e acuti del canto tradizionale tibetano. Le sue melodie, tuttavia, attingevano al carattere tipico della sua terra natale, con un'ampia gamma vocale e testi con frasi molto lunghe.
Molte delle sue canzoni nascondono messaggi e significati politici, come accade in Ri de Himalaya (Montagne dell'Himalaya), che esprime un forte orgoglio nella propria identità tibetana, nelle tradizioni e nei paesaggi del Tibet. Alcune delle canzoni di Jampa Tsering, in effetti, furono censurate o limitate sia negli anni '80 che negli anni '90, a causa della loro natura politica.
Il cantante morì in un incidente stradale nel 1997.